# John Myers Myers
John Myers Myers (* 11. Januar 1906 in Northport (New York); † 30. Oktober 1988) war ein US-amerikanischer Autor von Fantasy- und Western-Romanen, sowie von Sachbüchern über die Geschichte des Wilden Westens.

## Leben
Myers wuchs in Long Island auf und studierte an der University of New Mexico. Dort wurde er nach kurzer Zeit exmatrikuliert, als herauskam, dass er für ein rebellisches Blatt namens The Pariah Texte geschrieben hatte. Es folgten ausgedehnte Reisen durch die Staaten und durch Europa, auf denen er auch als Korrespondent für die New York World und die San Antonio Evening News tätig war. Darüber hinaus arbeitete er als Werbetexter und diente während des Zweiten Weltkriegs für kurze Zeit in der US-Army. 1943 heiratete er und lebte seit 1948 in Tempe (Arizona).

## Werk
Myers’ bekanntestes Werk ist der Fantasy-Roman Silverlock (deutsch: Die Insel Literaria) ist. Darin entdeckt ein Schiffbrüchiger auf der Insel Commonwealth of Letters Figuren aus Geschichte, Märchen und Sagen: Jede Figur des Buches – außer dem gestrandeten Helden A. Clarence Shandon – stammt aus einem anderen literarischen Werk. Der Roman wurde immer wieder neu aufgelegt. Mit der Fortsetzung The Moon's Fire-Eating Daughter ließ sich der Autor dennoch dreißig Jahre Zeit. Außerdem machte Myers sich einen Namen als Fachmann für den Wilden Westen; er schrieb sowohl Sachbücher zu diesem Thema als auch Western-Romane. Unter anderem schrieb er mit The Saga of Hugh Glass: Pirate, Pawnee, and Mountain Man ein Sachbuch über den berühmten Trapper Hugh Glass.

## Bibliografie
Belletristik
- 1941 The Harp and the Blade
- 1942 Out on Any Limb
- 1947 The Wild Yazoo
- 1949 Silverlock
  - Die Insel Literaria, dt. von Annette von Charpentier und Helmut W. Pesch; Lübbe, Bergisch Gladbach 1984, ISBN 3-404-20063-2.
- 1956 Dead Warrior
- 1961 I, Jack Swilling
- 1961 Maverick Zone
- 1981 The Moon's Fire-Eating Daughter

Sachliteratur
- 1948 The Alamo
- 1950 The Last Chance: Tombstone's Early Years
- 1955 Doc Holliday
- 1962 The Deaths of the Bravos
- 1963 The Saga of Hugh Glass: Pirate, Pawnee, and Mountain Man
- 1966 San Francisco´s Reign of Terror
- 1967 Print in a Wild Land
- 1969 The Westerners: A Roundup of Pioneer Reminiscences
- 1971 The Border Wardens: A History of the United States Border Patrol and Its Ceaseless Struggle to Stem the Tide of Wetbacks, Booze and Pot Across America's Wildest Boundary